# Fayez el-Sarraj
Fayez el-Sarraj (en arabe : فايز السراج), né le 20 février 1960 à Tripoli, est un architecte, homme d'affaires et homme d'État libyen. En vertu des accords de Skhirat, il est désigné, en décembre 2015, président du Conseil présidentiel et Premier ministre. Il prend ses fonctions le 12 mars 2016 en exil à Tunis. Le 30 du même mois, son gouvernement s'installe à Tripoli.
Bien que reconnu internationalement, il ne réussit pas obtenir la reconnaissance de l'Est du pays, qui demeure dirigé de facto par Khalifa Haftar. Courant 2021, il est finalement remplacé par un nouveau Conseil présidentiel et un nouveau gouvernement, cette fois-ci reconnu par le Parlement de Tobrouk.

## Biographie
Né le 20 février 1960 à Tripoli, issu de la minorité Kouloughlis, il est le fils de Moustafa el-Sarraj, plusieurs fois ministre sous le royaume de Libye.

### Carrière politique

#### Carrière de député
Architecte et homme d'affaires, Fayez el-Sarraj est élu en juillet 2012 au Congrès général national où il siège pendant deux ans, avant d'être élu le 25 juin 2014 à la Chambre des représentants qui entre en fonction le 4 août suivant.

#### Chef de l'État et du gouvernement

##### Désignation et entrée en fonction
Le 17 décembre 2015, un accord est conclu sous l'égide de l'ONU entre les deux autorités rivales libyennes, siégeant respectivement à Tobrouk et à Tripoli, dans le but de mettre fin à la guerre civile. Sarraj est alors désigné pour prendre la tête du gouvernement d'union nationale dont la composition doit être validée par un vote des deux parlements antagonistes.
Le 9 janvier 2016, il est victime d'une tentative d'assassinat sur la route entre Zliten et Misrata.
Le 19 janvier, il forme son gouvernement, auquel la Chambre des représentants refuse d'accorder sa confiance le 25 janvier, entraînant par conséquent la démission de Sarraj et de l'ensemble de ses ministres. Le lendemain 26 janvier, il annonce cependant la formation d'un nouveau gouvernement dans les dix jours.
Le 2 février, il rencontre le général Khalifa Haftar. Le 9 février, il demande une semaine de plus pour former le gouvernement dont il annonce la composition cinq jours plus tard. Cependant, reportée d'une semaine, faute de quorum suffisant, la séance censée approuver la composition du nouveau gouvernement n'a finalement pas lieu.
Malgré cet échec, il prend ses fonctions à Tunis le 12 mars suivant à la tête d'un gouvernement installé sans vote de confiance, mais qui est soutenu par la France, les États-Unis, l'Allemagne, l'Italie et le Royaume-Uni.
Le nouvel exécutif, qui justifie sa légitimité par une pétition signée par la majorité des membres de la Chambre des représentants, s'installe à Tripoli le 30 mars. Le lendemain, dix villes de l'Ouest du pays, dont Sabratha, Zaouïa et Zouara annoncent leur soutien au gouvernement d'union nationale. Enfin, le 5 avril, le gouvernement de Tripoli lui cède également le pouvoir.
Le 18 avril 2016, son gouvernement prend possession de deux ministères. Après sa prise de fonction, il devient le seul dirigeant libyen reconnu par la communauté internationale et c'est ainsi que le pétrole commercialisé par ses rivaux de Tobrouk est restitué à son administration.

##### Politique intérieure
Le 5 mai suivant, le gouvernement d'union crée une cellule d'opérations militaires contre la branche État islamique en Libye. Le 10 du même mois, son gouvernement annonce la création d'une garde présidentielle.
Le 12 juillet 2016, son gouvernement s'installe dans des locaux officiels situés dans le centre de la capitale.
Le 14 octobre 2016, Khalifa al-Ghowel annonce finalement que son gouvernement reprend le pouvoir après s'être emparé du siège du Haut Conseil d'État. Le 16 mars 2017, al-Ghowel est de nouveau chassé du pouvoir après la reprise par les forces du GNA de l'hôtel Rixos, combats au cours desquels il est blessé.
Le 18 mai 2017, des forces liées à son gouvernement massacrent 140 personnes - civils ou militaires favorables au maréchal Haftar - dans une attaque dans le centre de la Libye. La Mission d’assistance des Nations unies pour la Libye se déclare « indignée » par les « crimes contre l’humanité » que constitueraient les égorgements et exécutions sommaires perpétrés durant le massacre.
Le 16 avril 2020, face à la pandémie de coronavirus, il décrète un confinement.

##### Politique étrangère

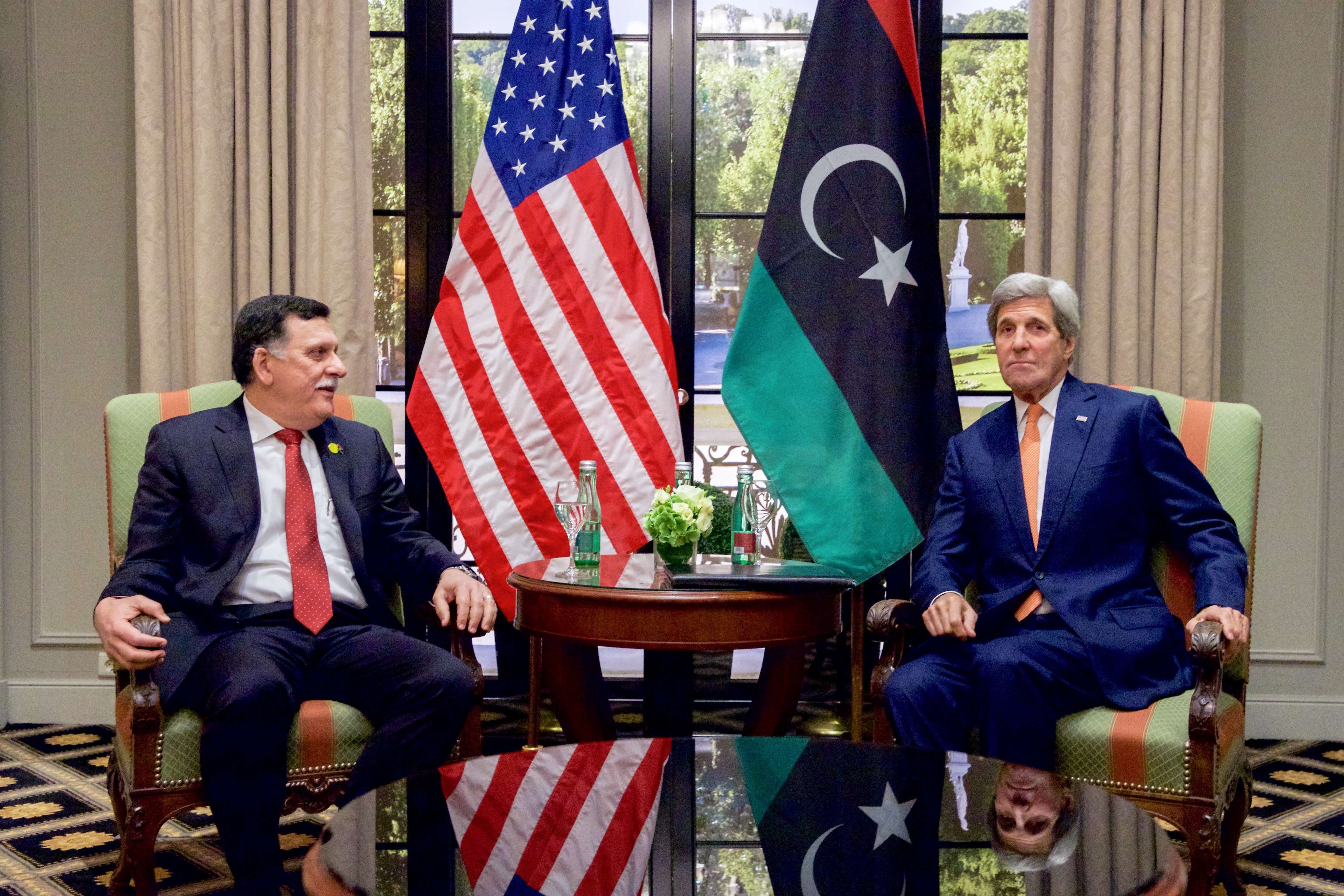
Fayez el-Sarraj avec le secrétaire d'État américain John Kerry.

En avril 2016, il participe au sommet de l'Organisation de la coopération islamique (OCI) à Istanbul.
Durant son mandat, il est soutenu notamment par l'Italie et la Turquie.

##### Succession
Le 2 mai 2017, le maréchal Haftar rencontre Fayez el-Sarraj à Abou Dhabi pour la première fois depuis sa nomination à la tête du Conseil présidentiel. Les deux protagonistes annoncent la publication prochaine d'un communiqué sur un accord. Le 25 juillet 2017, une réunion interlibyenne sous l'égide du gouvernement français se tient au château de La Celle, en présence du président de la République, Emmanuel Macron, et du ministre des Affaires étrangères, Jean-Yves Le Drian. La réunion se conclut par la signature d'un accord entre Fayez el-Sarraj et le maréchal Haftar qui s'engagent à un cessez-le-feu en Libye.
Le 17 décembre 2017, deux ans après la signature des accords de Skhirat, le maréchal Haftar affirme que le mandat du Conseil présidentiel, reconnu par la communauté internationale, mais qu'il n'a jamais reconnu, a pris fin.
Le 29 mai 2018, les différentes factions, réunies à Paris, annoncent la tenue d'élections présidentielle et législatives pour le 10 décembre 2018. Lors du sommet organisé par les Nations unies, le 27 février 2019 à Abou Dhabi, Fayez al-Sarraj et Khalifa Haftar concluent un nouvel accord de principe sur l'organisation des élections,.
Le 20 août 2020, après la proclamation d'un nouveau cessez-le-feu, Sarraj annonce des élections pour mars 2021. Du 23 au 26 août, des centaines de personnes manifestent à Tripoli contre la corruption. Le 16 septembre 2020, Fayez el-Sarraj annonce son intention de démissionner à la fin du mois d'octobre 2020 mais il se rétracte le 30 octobre. Le 5 février 2021, le Forum du dialogue politique libyen réuni à Genève élit Mohamed Menfi comme successeur de Fayez el-Sarraj au poste de président du conseil présidentiel et Abdulhamid Dbeibeh pour la fonction de Premier ministre.

## Vie privée
Marié à une architecte, Sarraj est le père de trois filles.